# Ейрін Марія Квандаль
Ейрін Марія Квандаль (норв. Eirin Maria Kvandal)  норвезька  стрибунка з  трампліна, призерка чемпіонату   світу.  
Бронзову медаль чемпіонату світу Квандаль  здобула у складі норвезької команди в командних змаганнях на нормальному трампліні на   світовій першості 2023 року, що проходила у словенській Планиці.